# Heterochroma lineata
Heterochroma lineata là một loài bướm đêm trong họ Noctuidae.